# Абдуллах аль-Муктаді
Абдуллах аль-Муктаді (*1056—1094) — 27-й володар Багдадського халіфату в 1075—1094 роках. Тронне ім'я перекладається з арабської мови як «Той, хто служить взірцем за волею Бога». Повне ім'я — Абу аль-Касім Абдуллах ібн Мухаммад ад-Дакіра ібн Абдуллах аль Каїм бі-Амр Аллах.

## Життєпис
Походив з династії Аббасидів. Син Мухаммада та вірменської наложниці Урджумани, онук халіфа аль-Каїма. Народився у 1056 році в Багдаді. При народженні отримав ім'я Абдуллах. Здобув гарну, переважно богословську освіту. У 1075 році після смерті діда успадкував трон під іменем аль-Муктаді.
Новий халіф продовжив політику попередника, спрямовану на тісну співпрацю з Сельджукідами. Завдяки цьому духовну владу аль-Муктаді було визнано на усій територій Сельджуцької держави. Після вигнання наприкінці 1070-х років Фатімідів з Сирії та Хіджазу халіфат номінально відновив свої стародавні кордони, а представники халіфа знову оселилися в Мецці та Медіні, чим піднесено престиж аль-Муктаді.
Для зміцнення стосунків з сельджуцькими султанами халіф десь у 1074 році одружився з донькою Малік-шаха I. У 1087 році одружився з онукою останнього. Втім, після народження сина дружина халіфа з невідомих причин залишила Багдад, перебравшись до Ісфагану. У відповідь султан Малік-шах I запропонував аль-Муктаді пересилитися до Дамаска або Мекки. 1089 року завдяки візиру Нізаму-аль-мульку стосунки халіфа з султаном покращилися.
У 1091 році знову Малік-шах оголосив Багдад своєю столицею, а в 1092 році запропонував халіфу пересилитися до Басри, маючи намір того повалити. Втім це рішення не було виконано, оскільки правитель Сельджуків у 1092 році раптово помер. Низка дослідників підозрюють халіфа в отруєнні.
Після смерті Малік-шаха аль-Муктадір вміло маневрував між його нащадками, користуючись процесом розпаду єдиної Сельджуцької держави. Також він вправно налаштовував сунітів та шиїтів в самому Ірані. При цьому не виступав відкрито проти Сельджуків, оженившись на доньці Алп-Арслана. Завдяки цьому до самої смерті у 1094 році зумів набрати політичної та частково військової ваги, контролюючи Багдад і частину Іраку. Після смерті аль-Муктаді владу отримав його син Ахмад.

## Родина
- Ахмад (1078—1118), 28-й халіф у 1094—1118 роках